# Fossilienwelt Weinviertel

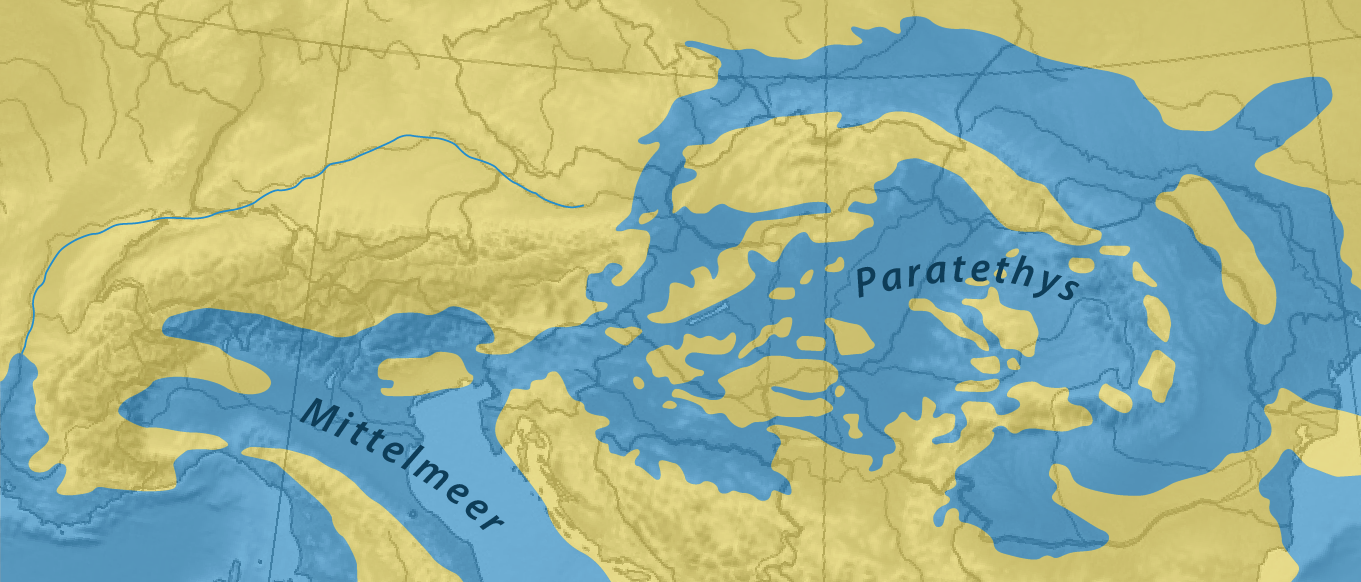
Karte des Karpatiums vor 17-13 Mio. Jahren

Die Fossilienwelt Weinviertel befindet sich in Stetten und präsentiert das größte zugängliche fossile Austernriff der Erde.

## Das Riff bei Stetten
Dieses Riff stammt aus der Zeit vor rund 17 Millionen Jahren (Neogen, Miozän, Karpat). Damals war das Korneuburger Becken Teil eines Ästuars, einer lang gestreckten Flussmündung, in die ein tropisches, flaches Meer, die Paratethys weit hineinreichte. Die Küste dieses Meeres verlief knapp westlich der Linie Korneuburg-Obergänserndorf-Kleinebersdorf, der spätere Bisamberg und das Riff bei Stetten ragten als Insel aus diesem Meer hervor. Das ursprünglich flachliegende Riff ist durch  tektonische Bewegungen seit seiner Entstehung um etwa 24 Grad gekippt.

## Museum

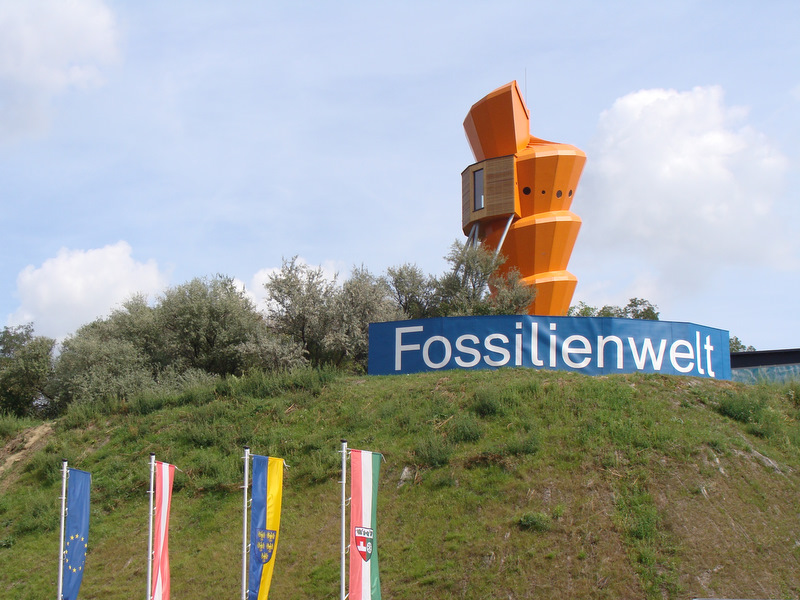
Fossilienwelt Weinviertel

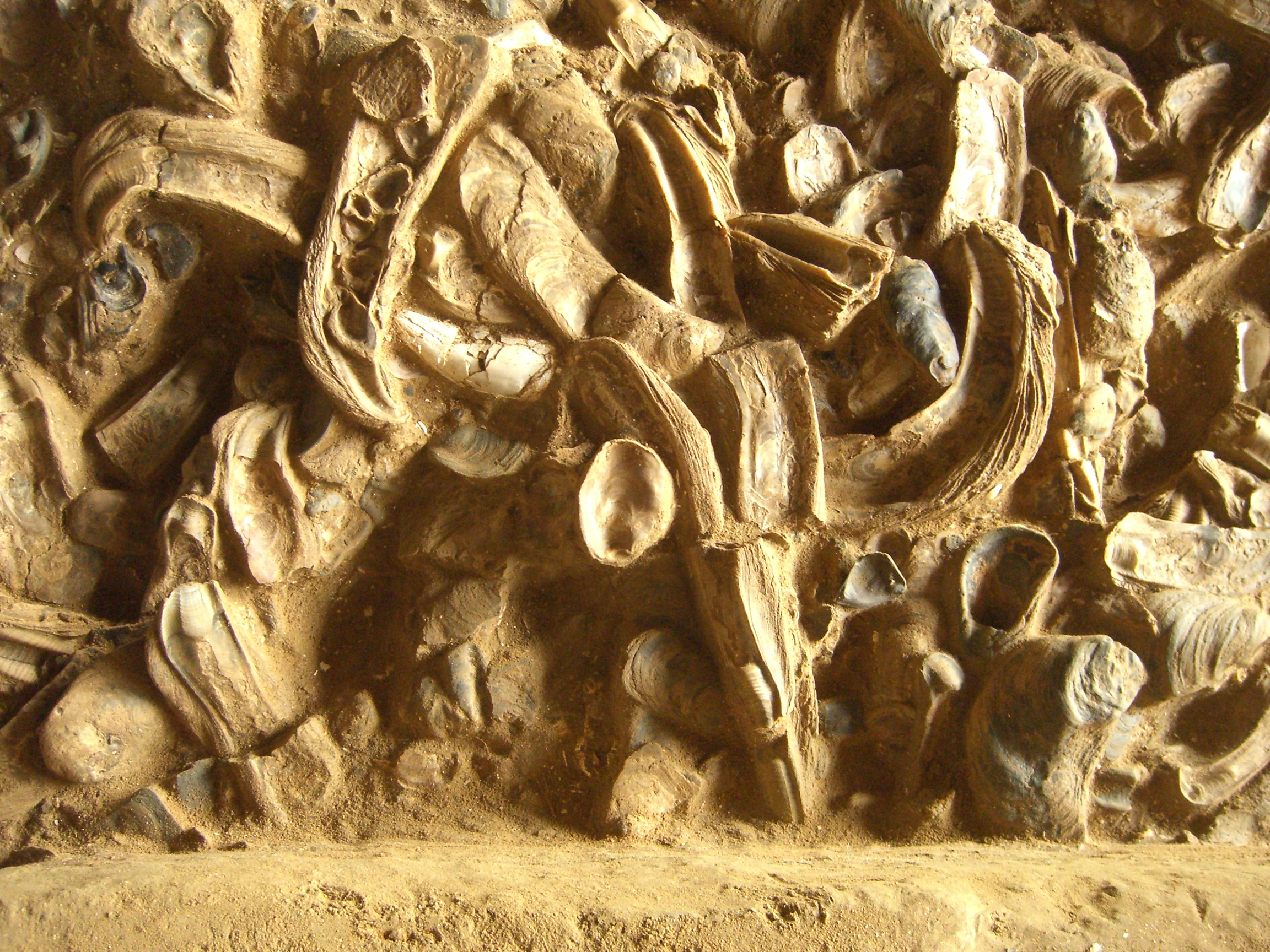
Die Austernbänke

Schon seit der Mitte des 19. Jahrhunderts sind die Fossilvorkommen des Korneuburger Beckens bekannt. Erst 1975 begann eine Gruppe von Sammlern mit detaillierten Fundortaufnahmen, Aufsammlungen und systematischen Grabungen unter Berücksichtigung wissenschaftlicher Kriterien. Aufgrund der bedeutsamen Ergebnisse entschloss sich die Gemeinde Stetten zur Bewahrung der wichtigsten Fundstelle am Teiritzberg. Im Jahr 2006 wurde gemeinsam mit dem Naturhistorischen Museum Wien unter der Leitung von Mathias Harzhauser ein Teil des Austernriffes freigelegt und schließlich am 5. Juni 2009 in Form des Themenparks Fossilienwelt Weinviertel zugänglich gemacht.
Das Riff ist in einer rund 400 m² großen Halle zugänglich und enthält ungefähr 15.000 präparierte Riesenaustern. Dort befinden sich ein „Austernkino“, die größte fossile Perle (eine Leihgabe des Naturhistorischen Museums in Wien; dazu im Vergleich der Abguss der modernen Perle Allahs), ein Fossilienmuseum, ein 17 Meter hoher Aussichtsturm, der einer Turmschnecke nachempfunden ist und ein Schürffeld. In diesen Schürffeld wird angeboten, nach Fossilien wie Haifischzähnen und Perlen selbst zu graben.